# おかしな泥棒 ディック&ジェーン
『おかしな泥棒 ディック&ジェーン』（おかしなどろぼう ディックアンドジェーン、原題：Fun with Dick and Jane）は、1977年制作のアメリカ合衆国のロマンティック・コメディ映画。テッド・コッチェフ監督、ジョージ・シーガル、ジェーン・フォンダらが出演。
2005年に『ディック&ジェーン 復讐は最高!』としてリメイクされた。

## あらすじ
航空宇宙会社に勤めるディックは、不況のあおりを受けて解雇され、幸福な生活から一転、借金生活になった。
ある日、ディックは妻のジェーンと共にローン会社へ高い利子でお金を借りに行くが、そこに強盗が入る。何とか難を逃れた2人だが、ジェーンはどさくさに紛れて2千ドルの金をくすねてきていた。これをきっかけに、ディックとジェーンは強盗を働くようになる。
そんなある日、2人はディックの元の会社の副社長チャーリーが贈賄の疑いで捜査を受けていることを知り、会社の金庫にある隠し金を頂こうと計画する。

## キャスト
- ディック・ハーパー：ジョージ・シーガル
- ジェーン・ハーパー：ジェーン・フォンダ
- チャーリー・ブランチャード：エド・マクマホン
- Dr.ウィル：ディック・ゴーティエ
- アラン・ミラー
- ジョン・デナー
- メアリー・ジャクソン
- ウォルター・ブルック
- ビリー・ハーパー：ショーン・フライ
- ラオール：ハンク・ガルシア
- ジェームズ・ジェター
- マキシン・スチュアート
- ボブ：フレッド・ウィラード
- タルマス・ラスラーラ
- アート・エヴァンス
- ジーン・カーソン
- ジェイ・レノ（クレジットなし）